# Tedj Bensaoula
Tedj Bensaoula (arabisch تاج بن سحاولة; * 1. Dezember 1954 in Algerien) ist ein ehemaliger algerischer Fußballspieler. Er absolvierte 37 Spiele für die algerische Nationalmannschaft.

## Vereinskarriere
Der Spieler wurde auf dem algerischen Land geboren, 1958 zog die Familie nach Hammam Bouhadjar, wo Bensaoula das Fußballspielen lernte. Zunächst arbeitete er als Französischlehrer. Erst 1977 wechselte er zum MC Oran und begann dort seine Karriere als Fußballspieler. Dort musste er sich gegen diverse Konkurrenten durchsetzen und schoss dabei äußerst viele Tore, erhielt jedoch in seiner ersten Zeit keine Bezahlung. Nach der spielerisch erfolgreichen Weltmeisterschaft 1982 wechselten viele algerische Spieler nach Europa, so auch Bensaoula. 1983 unterschrieb er beim französischen Zweitligisten Le Havre AC. In seiner ersten Saison erzielte er als Mittelfeldspieler acht Tore und bereitete außerdem zahlreiche Tore von Philippe Prieur und Patrick Martet vor. Als Dritter der damals zweigeteilten zweiten Liga erreichte die Mannschaft 1984 zwar die Ausscheidungsspiele um den Aufstieg, scheiterte dabei aber. Im folgenden Jahr gelang dann der Aufstieg in die erste Liga. Verletzungsbedingt lief Bensaoula in seiner einzigen Erstligasaison lediglich 18 Mal auf. 1986 verließ er den Verein und unterschrieb bei der zweitklassigen USL Dunkerque. Erneut litt er unter Verletzungen und kam nur auf 14 Einsätze, woraufhin er ein Jahr später seine aktive Karriere beendete. 1993 machte er seinen Trainerschein. Fortan trainierte er mehrere algerische Vereine, um 2000 war er einige Male Assistent des algerischen Nationaltrainers Rabah Madjer.

## Nationalmannschaft
In der Qualifikation zum Afrikacup spielte Bensaoula am 24. Juni 1979 erstmals für sein Heimatland, als er beim 3:1-Sieg gegen Libyen zum Einsatz kam. Im selben Jahr schoss er im Verlauf der Mittelmeerspiele in Jugoslawien bei einem 1:1 gegen Frankreich sein erstes inoffizielles Länderspieltor. Das erste offizielle Tor folgte am 16. März 1980 gegen Guinea (3:2), als ihm gleich ein Doppelpack gelang. Bei der WM 1982 kam er in allen drei Spielen Algeriens zum Einsatz und erzielte ein Tor. Vier Jahre später durfte er erneut bei einer WM spielen. Damit endete seine Karriere in der Nationalelf.
Bensaoula war außerdem Mitglied der algerischen Auswahl, die 1980 in Moskau am olympischen Fußballturnier teilnahm und im Viertelfinale ausschied.